# 细纹梯形蟹
细纹梯形蟹（学名：Trapezia reticulata）为扇蟹科梯形蟹属的动物。分布于日本以及中国大陆的西沙群岛、海南岛等地，生活环境为海水，常栖息于与网纹梯形蟹相同的环境中。